# Епархия Читре
Епархия Читре (лат. Dioecesis Citrensis) — епархия Римско-Католической церкви с центром в городе Читре, Панама. Епархия Читре входит в митрополию Панамы. Епархия Читре распространяет свою юрисдикцию на территорию провинций Эррера и Лос-Сантос. Кафедральным собором епархии Читре является церковь святого Иоанна Крестителя в городе Читре. 

## История
21 июля 1962 года Римский папа Иоанн XXIII издал буллу "Danielis prophetia", которой учредил епархию Читре, выделив её из архиепархии Панамы.

## Ординарии епархии
- епископ José María Carrizo Villarreal (21.01.1963 — 29.10.1994);
- епископ Хосе Луис Лакунса Маэстрохуан OAR[2] (29.10.1994 — 2.07.1999) — назначен епископом Давида;
- епископ Fernando Torres Durán (2.07.1999 — 25.04.2013);
- Rafael Valdivieso Miranda (назначен 25.04.2013).

## Источник
- Annuario Pontificio, Libreria Editrice Vaticana, Città del Vaticano, 2003, ISBN 88-209-7422-3
- Булла Danielis prophetia, AAS 55 (1963), стр. 815  (лат.)